# WiMAX
WiMAX (Worldwide Interoperability for Microwave Access) је телекомуникациона технологија која својом организацијом подсећа на мобилну телефонију (базне станице) али уместо мобилног телефона на страни корисника је уређај који омогућује услуге кориснику које личе на ADSL или кабловски интернет. WiMAX омогућује корисницима да преко приступног уређаја приступају и Интернету и да телефонирају. Као и мобилни телефони, укључивањем рачунара, аутоматски, рачунар се преко одговарајућег корисничког уређаја, повезује са базном станицом, која има најјачи сигнал. Оптичка видљивост са базном станицом није обавезна.
IEEE 802.16 је радна група 16 унутар IEEE 802, специјализована за „тачка на више тачака“ широкопојасни бежични приступ. Такође познатија као WiMAX, са значењем Worldwide Interoperability for Microwave Access (у преводу: светска интероперабилност за микроталасни приступ).

## Стандард
Тренутни 802.16 стандард је IEEE Std 802.16d-2004, који је одобрен у јуну 2004. године. То је надоградња претходне (и прве) верзије стандарда 802.16-2001, са надоградњама 802.16a и 802.16c. IEEE Std 802.16-2004 адресира само фиксне системе. Значи мисли се на претплатнике који услуге WiMAX користе на стационарном уређају, тј. уређају који се током рада не помера. 
Надоградња 802.16e у стандарду додаје компоненте мобилности система. Стандард 802.16e је усвојен децембра 2005. као IEEE 802.16-2005. Овде се мисли пре свега на коришћење WiMAX-а на уређајима (портабл рачунар нпр.) који се крећу брзином већом од 70 km/h.

## Сличне технологије
Разлика између WiMAX и ранијих система за бежичне мреже широкопојасног бежичног приступа је стандардизација. Чипсетови су тренутно изграђени од стране сваког произвођача посебно, што додаје време и трошкове у процесу стандардизације.
Конкуренција у Европи је HIPERMAN. WiMAX Форум, конзорцијум који стоји иза стандардизације, ради на методама интероператибилности између 802.16 и HIPERMAN. Производи чланова WiMAX форума морају се „слагати“ да би прошли процес сертификације.
Телекомуникацијска индустрија Кореје је развила свој стандард WiBro. Крајем 2004. године Intel и LG Electronics су се сложили око интероператибилности WiBro и WiMAX система.

## Техничке предности
не ствара конфликт са WiFi системом већ га комплементира. Зато што IEEE 802.16 мреже користе исти контролер логичке везе (стандардизован путем IEEE 802.2) као и друге LAN и WAN мреже, он може бити премоштен (bridged) и повезан са њима. Дискусија око комплементарности према WiFi систему такође подразумева све врсте жичног етернета (802.3), token ring (802.5) и све остале не-IEEE стандарде који користе исти контролер логичке везе подразумевајући FDDI и кабловски модем (DOCSIS).
WiMAX је бежична metropolitan area network (MAN) технологија која ће повезати IEEE 802.11 ( WiFi) hotspots са интернетом и обезбедити бежичну екстензију са cable и DSL за last mile (last km) broadband приступ. IEEE 802.16 обезбеђује до 50 km (31 миљу) домета линеарне услуге и дозвољава приступ корисницима без директне оптичке видљивости са базном станицом. Пазите, то не значи да ће корисници удаљени 50 km (31 миљу) без оптичке видљивости имати везу. Технологија, такође обезбеђује проток дељених података и до 70 Mbit/s, који је, према WiMAX препорукама, довољан bandwidth да симултано подржи више од 60 пословних веза са T1-типом и преко хиљаду домова на 1Mbit/s DSL-нивоу везе.
Један битан поглед на IEEE 802.16 јесте да дефинише MAC ниво који подржава спецификације вишеслојног физичког нивоа (PHY). Ово је круцијална чињеница јер обезбеђује могућност произвођачима опреме да направе различите понуде.
MAC је значајно различит него код WiFi (и етернета од којег је WiFi изведен). Код WiFi, етернет користи contention access -- све корисничке станице које желе слати и примати податке кроз приступну тачку се међусобно такмиче за њену пажњу при случајном избору захтева. Насупрот томе, 802.16 MAC је такав MAC корисничка станице шаље захтев само једном (за основни улазак у мрежу). Потом се радној станици додељује (заказује) временски период у ком ће захтев стићи на ред. Временски период може да се повећа или смањи, али остаје додељен конкретној корисничкој станици што значи да други корисници то време не могу искористити него морају сачекати ред. Ова врста алгоритма доделе (заказивања) је стабилна и под оптерећењем мреже због великог броја корисника (за разлику од 802.11). Такође је широкопојасно много ефикаснија. Алгоритам доделе такође дозвољава базној станици да контролише квалитет услуге правећи равнотежу међу додељеним временским периодима према потребама корисничких станица. 
Оно што је битно за посао који користи ову технологију јесте да се њиме управља исправно.

## Очекивања
За WiMAX се каже да је „WiFi на стероидима“. Има потенцијал да омогући милионима корисника да приступе Интернету бежично, јефтино и лако. Подржаваоци система кажу да ће се бежична покривеност код WiMAX-а мерити квадратним километрима/миљама, док се код WiFi-а мери квадратним метрима/јардима. Према WiMAX промотерима, WiMAX базна станица ће обезбеђивати брзу Интернет везу за кућне и пословне кориснике у пречнику до 50 km (31 миља); ове базне станице ће на крају покрити целу метрополитен област (градска језгра), правећи од њих WMAN и омогућавајући праву wireless покретљивост унутар области, што је супротно од hot-spot могућности које WiFi омогућава. Промотери се надају да ће ова технологија бити коришћена за лаптоп рачунаре и ПДА уређаје. Ипак, прави покретљиви широкопојасни бежични стандард је IEEE стандард 802.20, који је компатибилан са WiMAX технологијом.
WiMAX стандард се углавном ослања на спектар фреквенција од 2 до 11 GHz. WiMAX спецификација употпуњује недостатке и ограничености WiFi стандарда уз увећање брзине преношења података и боље енкрипције. Ова технологија циља да омогући конектовање на мрежу без директне оптичке видљивости у неким околностима. Детаљи перформансе WiMAX-а испод ових околности нису дефинисани јер су и даље нетестирани.

## Понуда производа
Појава првих производа се очекује у другој половини 2005. године.
Од 2004. године, већи светски градови као што су: Лос Анђелес, Њујорк, Бостон, Провиденс и Сијетл у САД, и Даљен и Ченгду у Кини већ уводе WiMAX технологију.